# Liste der Baudenkmale in Apelern
Die Liste der Baudenkmale in Apelern enthält die Baudenkmale der  niedersächsischen Gemeinde Apelern und ihrer Ortschaften.

## Grundlage der Denkmalliste
Grundlage dieser Liste sind das Verzeichnis der Kulturdenkmale für die Gemeinde Apelern im Entwurf Dorferneuerung Apelern, Reinsdorf, Lyhren und der niedersächsische Denkmalatlas. Der Stand der Liste ist der 24. April 2020.

## Baudenkmale nach Ortsteilen

### Apelern
| Lage                                                    | Bezeichnung                          | Beschreibung | ID       | Bild           |
| ------------------------------------------------------- | ------------------------------------ | --- | -------- | -------------- |
| Apelern 52° 17′ 11″ N, 9° 20′ 22″ O                     | Kirche Am Kirchplatz                 | Baudenkmal-Gruppe. Romanischer Bau von 1162, der über die Jahrhunderte zu einer zweischiffigen, dreijochigen gotischen Hallenkirche umgebaut und erweitert wurde. Der an einen Wehrturm erinnernde Turm stammt aus dem 13. Jahrhundert. Am Turm das um 1600 im Stil der Weserrenaissance gebaute und bis zum Bau eines neuen Mausoleums im Münchhausen-Park 1913/14 genutzte Mausoleum der Familie von Münchhausen.                                   | 36215137 | Weitere Bilder |
| Am Kirchplatz 5, Apelern 52° 17′ 21″ N, 9° 20′ 16″ O    | Kirche (Bauwerk)                     | Kirche Apelern | 36228342 |                |
| Am Kirchplatz 5, Apelern 52° 17′ 21″ N, 9° 20′ 15″ O    | Mausoleum                            | Mausoleum der Familie von Münchhausen | 36229729 |                |
| Am Kirchplatz 5, Apelern 52° 17′ 21″ N, 9° 20′ 15″ O    | Kirchplatz                           | | 36229812 |                |
| Am Marktplatz 3 52° 17′ 20″ N, 9° 20′ 12″ O             | Wohnhaus                             | Das Wohnhaus einer ehemaligen Tischlerei ist renoviert und dient als Wohnhaus. | 36228364 |                |
| Am Marktplatz 3 52° 17′ 20″ N, 9° 20′ 11″ O             | Nebengebäude                         | | 36228383 |                |
| Am Marktplatz 4 52° 17′ 21″ N, 9° 20′ 11″ O             | Wohnwirtschaftsgebäude               | Hier steht ein Wohn- und Geschäftshaus im Baustil der 1990er Jahre. |          |                |
| Am Marktplatz 9 52° 17′ 22″ N, 9° 20′ 15″ O             | Vorderhaus                           | Wohnhaus | 36228421 |                |
| Auf der Wiese 6 52° 17′ 14″ N, 9° 20′ 19″ O             | Wohnwirtschaftsgebäude               | | 36228441 |                |
| Apelern 52° 17′ 10″ N, 9° 19′ 19″ O                     | Hofanlage Großer Winkel 2            | Baudenkmal-Gruppe | 36215172 |                |
| Großer Winkel 2 52° 17′ 21″ N, 9° 20′ 19″ O             | Wohnhaus                             | | 36229959 |                |
| Großer Winkel 2 52° 17′ 21″ N, 9° 20′ 20″ O             | Scheune                              | | 36230106 |                |
| Apelern 52° 17′ 33″ N, 9° 20′ 12″ O                     | Gut von Hammerstein Großer Winkel 17 | Das Schloss Hammerstein ist eine Baudenkmal-Gruppe. Bereits 1055 als billungisches Erbgut erwähnt, ab 1580 durch den schaumburgischen Kanzler Anton (I.) von Wietersheim ausgebaut. Seit 1673 Besitz der Familie Hammerstein. Der Nordteil des Schlossgrabens ist zugeschüttet. Der Garten südlich der Schlossinsel wurde 2004 nach historischen Gartenplänen wiederhergestellt. Das Privatgrundstück ist während der Öffnungszeiten frei zugänglich. | 36215202 | Weitere Bilder |
| Großer Winkel 17, Apelern 52° 17′ 31″ N, 9° 20′ 14″ O   | Gut von Hammerstein – Herrenhaus     | Herrenhaus (Bauwerk) | 36229400 |                |
| Großer Winkel 17, Apelern 52° 17′ 31″ N, 9° 20′ 13″ O   | Gut von Hammerstein – Gartenhaus     | Gartenhaus | 44272523 |                |
| Großer Winkel 17, Apelern 52° 17′ 30″ N, 9° 20′ 14″ O   | Gut von Hammerstein – Orangerie      | Orangerie | 44272599 |                |
| Großer Winkel 17, Apelern 52° 17′ 31″ N, 9° 20′ 15″ O   | Gut von Hammerstein – Graftanlage    | Graftanlage | 36229750 |                |
| Großer Winkel 17, Apelern 52° 17′ 31″ N, 9° 20′ 17″ O   | Gut von Hammerstein – Stall          | Stall | 36230421 |                |
| Großer Winkel 17, Apelern 52° 17′ 32″ N, 9° 20′ 20″ O   | Gut von Hammerstein – Tor            | Tor (Architektur) | 36230443 |                |
| Großer Winkel 17, Apelern 52° 17′ 29″ N, 9° 20′ 16″ O   | Gut von Hammerstein – Garten         | Garten | 44272646 |                |
| Großer Winkel 17, Apelern 52° 17′ 30″ N, 9° 20′ 9″ O    | Gut von Hammerstein – Allee          | Allee | 44272627 |                |
| Hauptstraße 2 52° 17′ 13″ N, 9° 20′ 16″ O               | Ostgiebel des Hallenhauses           | Ehemaliger Hof Nr. 1, also der größte Hof im Ort. Zur Hofstelle gehören noch ein Stall, eine Scheune und zwei Remisen. Um 1900 wurde ein massiver Wohnteil angebaut. An der Hofzufahrt stehen zwei etwa 200 Jahre alte Eichen. | 36228503 |                |
| Hauptstraße 27 52° 17′ 30″ N, 9° 20′ 4″ O               | Wohn-/Wirtschaftsgebäude             | | 36228523 |                |
| Apelern 52° 17′ 10″ N, 9° 19′ 19″ O                     | Kriegsmahnstätte Höhe                | Baudenkmal-Gruppe | 36215216 |                |
| Auf der Höhe 52° 17′ 9″ N, 9° 19′ 19″ O                 | Kriegerdenkmal                       | Denkmal für Apelerns Gefallene im Ersten Weltkrieg. Der Löwe auf dem Denkmal außerhalb des Ortes blickt in Richtung des Ortes. Als Inschriften auf der Südseite die Namensliste und unten „1925“, auf der Nordseite kaum noch lesbar „Ihr gabt fürs Vaterland das Leben/was besseres konntet ihr nicht geben“ | 36228542 |                |
| Apelern 52° 17′ 11″ N, 9° 20′ 22″ O                     | Friedhof Lauenauer Straße            | Baudenkmal-Gruppe | 36215230 |                |
| Friedhof (Lauenauer Straße) 52° 17′ 11″ N, 9° 20′ 22″ O | Grabstelle Thies                     | Die klassizistische Grabsäule für die Hoferben des größten Hofes, dem Haus Nummer 1 in Apelern gilt auch als Ausdruck bäuerlichen Stolzes. | 36228585 |                |
| Friedhof (Lauenauer Straße) 52° 17′ 11″ N, 9° 20′ 22″ O | Grabstelle Hammerstein               | | 36228607 |                |
| Friedhof (Lauenauer Straße) 52° 17′ 11″ N, 9° 20′ 22″ O | Grabstelle Sommerlath                | Links von Friedhofseingang liegen die Gräber von Johann Heinrich Philipp Sommerlath (1800–1884), er war Pastor in Apelern von 1848 bis 1884, und seinem Sohn Louis Sommerlath (1838–1920), Pastor in Apelern von 1884 bis 1920, und ihren Ehefrauen sowie Magdalene Sommerlath (1868–1919). | 36228629 |                |
| Friedhof (Lauenauer Straße) 52° 17′ 11″ N, 9° 20′ 22″ O | Tor                                  | Tor (Architektur) | 36228651 |                |
| Rehbockstraße 1 52° 17′ 12″ N, 9° 20′ 7″ O              | Hallenhaus                           | Ehemaliges Brinksitzerhaus. Das kleine Hallenhaus diente nach 1945 als Arbeiterwohnhaus des benachbarten Gutshofs. Um 1990 wurde es verkauft und renoviert. | 36228672 |                |
| Rehbockstraße 5 52° 17′ 14″ N, 9° 20′ 7″ O              | Wohn-/Wirtschaftsgebäude             | | 36228691 |                |
| Rehbockstraße 5 52° 17′ 14″ N, 9° 20′ 7″ O              | Nebengebäude                         | | 36229792 |                |
| Apelern 52° 17′ 11″ N, 9° 20′ 22″ O                     | Gut von Münchhausen Rintelner Str.   | Baudenkmal-Gruppe. Seit 1369 in Familienbesitz befindliches Gut. Das Herrenhaus wurde 1561 gebaut, das Torgebäude 1595, weitere Anbauten im 18. bis 20. Jahrhundert. Der Burghof ist ganz von einem Wassergraben umgeben, Zugang erfolgt nur über eine Steinbrücke. Umfassend renoviert in den Jahren 2004/2005. Der von der Gemeinde gepachtete umliegende Münchhausen-Park ist für Spaziergänger zugänglich.                                        | 36215244 | Weitere Bilder |
| Apelern 52° 17′ 15″ N, 9° 19′ 55″ O                     | Park Schloss Münchhausen             | Rittergut von Münchhausen | 45721064 |                |
| Rintelner Straße 6, Apelern 52° 17′ 13″ N, 9° 20′ 0″ O  | Graft                                | Rittergut von Münchhausen | 36229509 |                |
| Rintelner Straße 6, Apelern 52° 17′ 14″ N, 9° 20′ 1″ O  | Torhaus                              | Rittergut von Münchhausen | 36229428 |                |
| Rintelner Straße 6, Apelern 52° 17′ 13″ N, 9° 20′ 1″ O  | Brücke                               | Rittergut von Münchhausen | 36229534 | BW             |
| Rintelner Straße 6, Apelern 52° 17′ 14″ N, 9° 19′ 58″ O | sog. Pferdestall                     | Scheune | 36229456 |                |
| Rintelner Straße 6, Apelern 52° 17′ 15″ N, 9° 19′ 58″ O | Herrenhaus (Bauwerk)                 | Rittergut von Münchhausen | 36228711 |                |
| Rintelner Straße 6, Apelern 52° 17′ 15″ N, 9° 20′ 1″ O  | Scheune                              | Rittergut von Münchhausen | 36229559 |                |
| Rintelner Straße 6, Apelern 52° 17′ 12″ N, 9° 20′ 5″ O  | Schafstall                           | Rittergut von Münchhausen | 36229633 |                |
| Rintelner Straße 6, Apelern 52° 17′ 10″ N, 9° 19′ 59″ O | Mauer                                | Rittergut von Münchhausen | 36229610 |                |
| Rintelner Straße 8, Apelern 52° 17′ 9″ N, 9° 19′ 50″ O  | Wohnhaus                             | | 36229656 |                |
| Rintelner Straße 6, Apelern 52° 17′ 18″ N, 9° 19′ 52″ O | Erbbegräbnis                         | im von Münchhausen-Park | 36229584 |                |

### Groß Hegesdorf
| Lage                                                  | Bezeichnung              | Beschreibung    | ID       | Bild |
| ----------------------------------------------------- | ------------------------ | --------------- | -------- | ---- |
| Bachstraße 1, Apelern 52° 18′ 39″ N, 9° 18′ 29″ O     | Wohn-/Wirtschaftsgebäude |                 | 36228740 | BW   |
| Schulstraße 18, Apelern 52° 18′ 30″ N, 9° 18′ 30″ O   | Wohn-/Wirtschaftsgebäude | ehem. Leibzucht | 36229683 | BW   |
| Tiefe Straße, Apelern 52° 18′ 30″ N, 9° 18′ 38″ O     | Kriegerdenkmal           | Gedenkstätte    | 36228781 | BW   |
| Tiefe Straße 2, Apelern 52° 18′ 39″ N, 9° 18′ 29″ O   | Wohn-/Wirtschaftsgebäude |                 | 36228801 | BW   |
| Vor den Höfen 2, Apelern 52° 18′ 31″ N, 9° 18′ 41″ O  | Wohnhaus                 |                 | 36228841 | BW   |
| Vor den Höfen 12, Apelern 52° 18′ 29″ N, 9° 18′ 24″ O | Scheune                  |                 | 36228860 | BW   |

### Kleinhegesdorf
In Kleinhegesdorf sind keine Baudenkmale bekannt.

### Lyhren
| Lage                                                      | Bezeichnung                      | Beschreibung | ID       | Bild |
| --------------------------------------------------------- | -------------------------------- | --- | -------- | ---- |
| Am Denkmal, Apelern 52° 18′ 3″ N, 9° 19′ 21″ O            | Kriegerdenkmal                   | | 36228899 |      |
| Apelern 52° 18′ 3″ N, 9° 19′ 10″ O                        | Hofanlage Am Feuerwehrhaus 2     | Baudenkmal-Gruppe | 36215281 | BW   |
| Am Feuerwehrhaus 2, Apelern 52° 18′ 3″ N, 9° 19′ 10″ O    | Wohn-/Wirtschaftsgebäude         | | 36229917 | BW   |
| Am Feuerwehrhaus 2, Apelern 52° 18′ 3″ N, 9° 19′ 10″ O    | Querdurchfahrtsscheune           | | 6230064  | BW   |
| Am Feuerwehrhaus 2, Apelern 52° 18′ 4″ N, 9° 19′ 9″ O     | Remisengebäude                   | | 36230211 | BW   |
| Lyhrener Dorfstraße 7 52° 18′ 5″ N, 9° 19′ 8″ O           | Wohn-/Wirtschaftsgebäude         | | 36228940 | BW   |
| Lyhrener Dorfstraße 8, Apelern 52° 18′ 6″ N, 9° 19′ 12″ O | Scheune                          | von 1889 | 36228960 | BW   |
| Apelern 52° 18′ 2″ N, 9° 19′ 4″ O                         | Hofanlage Lyhrener Dorfstraße 13 | Baudenkmal-Gruppe. Mit dem 1826 gebauten ältesten Fachwerkgebäude in Lyhren, einer der Giebel ist die östlichste Schaumburger Mütze. Das Gebäudeensemble hat eine Fläche von etwa 800 m². | 36215296 | BW   |
| Lyhrener Dorfstraße 13, Apelern 52° 18′ 2″ N, 9° 19′ 5″ O | Wohn-/Wirtschaftsgebäude         | | 36229833 | BW   |
| Lyhrener Dorfstraße 13, Apelern 52° 18′ 2″ N, 9° 19′ 6″ O | Queranbauten                     | | 36230127 | BW   |
| Lyhrener Dorfstraße 13, Apelern 52° 18′ 3″ N, 9° 19′ 5″ O | Scheune                          | | 36229980 | BW   |

### Reinsdorf
| Lage                                                       | Bezeichnung                     | Beschreibung           | ID       | Bild |
| ---------------------------------------------------------- | ------------------------------- | ---------------------- | -------- | ---- |
| Bückebergstraße 10, Apelern 52° 17′ 6″ N, 9° 17′ 17″ O     | Wohn-/Wirtschaftsgebäude        |                        | 36229241 | BW   |
| Bückebergstraße 10, Apelern 52° 17′ 6″ N, 9° 17′ 17″ O     | Brunnen                         |                        | 36229773 | BW   |
| Im Dorfe 11 52° 17′ 42″ N, 9° 17′ 29″ O                    | Scheune                         |                        | 36229001 | BW   |
| Im Dorfe 13 52° 17′ 42″ N, 9° 17′ 32″ O                    | Hofanlage Im Dorfe 13           | Baudenkmal-Gruppe      | 36215310 | BW   |
| Im Dorfe 13, Apelern 52° 17′ 43″ N, 9° 17′ 31″ O           | Wohn-/Wirtschaftsgebäude        |                        | 36229938 | BW   |
| Im Dorfe 13, Apelern 52° 17′ 42″ N, 9° 17′ 31″ O           | Stall                           |                        | 36230232 | BW   |
| Im Dorfe 13, Apelern 52° 17′ 42″ N, 9° 17′ 32″ O           | Scheune                         |                        | 36230085 | BW   |
| Im Dorfe 11 52° 17′ 44″ N, 9° 17′ 28″ O                    | Hofanlage                       | Baudenkmal-Gruppe      | 36215310 | BW   |
| Kapellenweg 2 52° 17′ 19″ N, 9° 17′ 23″ O                  | Wohn-/Wirtschaftsgebäude        | Gasthaus               | 36229041 | BW   |
| Kapellenweg 4 52° 17′ 19″ N, 9° 17′ 21″ O                  | Wohn-/Wirtschaftsgebäude        |                        | 36229061 | BW   |
| Apelern 52° 17′ 19″ N, 9° 16′ 56″ O                        | Friedhof Kapellenweg            | Baudenkmal-Gruppe      | 36215328 | BW   |
| Kapellenweg, Apelern 52° 17′ 18″ N, 9° 16′ 55″ O           | Kriegerdenkmal                  |                        | 36229080 | BW   |
| Kuhweide 17, Apelern 52° 17′ 7″ N, 9° 17′ 10″ O            | Wohn-/Wirtschaftsgebäude        |                        | 36229102 | BW   |
| Kuhweide 23, Apelern 52° 17′ 5″ N, 9° 17′ 14″ O            | Wohn-/Wirtschaftsgebäude        |                        | 36229121 | BW   |
| Reinsdorfer Straße 6, Apelern 52° 17′ 40″ N, 9° 17′ 22″ O  | Wohn-/Wirtschaftsgebäude        |                        | 36229140 | BW   |
| Apelern 52° 17′ 30″ N, 9° 17′ 25″ O                        | Hofanlage Reinsdorfer Straße 18 | Hofanlage (Baukomplex) | 36215342 | BW   |
| Reinsdorfer Straße 18, Apelern 52° 17′ 30″ N, 9° 17′ 24″ O | Scheune                         |                        | 36230022 | BW   |
| Reinsdorfer Straße 18, Apelern 52° 17′ 30″ N, 9° 17′ 24″ O | Stall                           |                        | 36230169 | BW   |
| Reinsdorfer Straße 18, Apelern 52° 17′ 31″ N, 9° 17′ 25″ O | Wohnhaus                        |                        | 36229875 | BW   |
| Apelern 52° 17′ 28″ N, 9° 17′ 22″ O                        | Hofanlage Reinsdorfer Straße 22 | Baudenkmal-Gruppe      | 36215356 | BW   |
| Reinsdorfer Straße 22, Apelern 52° 17′ 27″ N, 9° 17′ 23″ O | Längsdurchfahrtsscheune         |                        | 36230043 | BW   |
| Reinsdorfer Straße 22, Apelern 52° 17′ 28″ N, 9° 17′ 22″ O | Wohn-/Wirtschaftsgebäude        |                        | 36229896 | BW   |
| Zum Forsthaus 5 52° 17′ 11″ N, 9° 17′ 18″ O                | Backhaus                        | [ 4 ]                  |          | BW   |
| Zum Forsthaus 21, Apelern 52° 17′ 11″ N, 9° 16′ 57″ O      | Forsthaus                       |                        | 36230509 | BW   |
| Zum Forsthaus 21, Apelern 52° 17′ 11″ N, 9° 16′ 57″ O      | Stall                           |                        | 36230529 | BW   |

### Soldorf
| Lage                                                     | Bezeichnung                 | Beschreibung        | ID       | Bild |
| -------------------------------------------------------- | --------------------------- | ------------------- | -------- | ---- |
| Am Salinenplatz 2, Apelern 52° 18′ 28″ N, 9° 19′ 32″ O   | Schule                      | ehem. Lehrerwohnung | 36229283 |      |
| Apelern 52° 18′ 30″ N, 9° 19′ 36″ O                      | Hofanlage Am Salinenplatz 3 | Baudenkmal-Gruppe   | 36215370 | BW   |
| Am Salinenplatz 3, Apelern 52° 18′ 30″ N, 9° 19′ 36″ O   | Scheune                     |                     | 36230001 | BW   |
| Am Salinenplatz 3, Apelern 52° 18′ 30″ N, 9° 19′ 36″ O   | Wohnhaus einer Hofanlage    |                     | 36229854 | BW   |
| Am Salinenplatz 14, Apelern 52° 18′ 27″ N, 9° 19′ 38″ O  | Nebengebäude                |                     | 36229343 | BW   |
| Am Salinenplatz 14, Apelern 52° 18′ 27″ N, 9° 19′ 40″ O  | Wohn-/Wirtschaftsgebäude    |                     | 36229324 | BW   |
| Stadthäger Straße 2, Apelern 52° 18′ 29″ N, 9° 19′ 27″ O | Scheune                     |                     | 36229362 | BW   |
| Zum Bruchfeld 1, Apelern 52° 18′ 29″ N, 9° 19′ 31″ O     | Scheune                     |                     | 36229381 | BW   |